# Snäll rebell
Snäll Rebell är en operasaga gjord av Daniel Buckard och Samuel Jarrick efter Tage Danielssons Sagan om Karl-Bertil Jonssons julafton. Föreställningen består av musik ur hela opera- musikal- och visrepertoaren med Tage Danielssons original som grund. Denna text har dramatiserats och anpassats till det musikdramatiska formatet och därutöver har ett stort antal nya sångtexter skrivits. Snäll Rebell är mycket kontrastrik och rymmer komik och allvar, värme och kyla, rika och fattiga. Medverkande i föreställningen är fyra solister, en pianotrio och en kör.
Snäll Rebell har spelats runt jul 2004, 2005 och 2006 i Stockholm samt på turné på Gävle Teater, Kulturhuset i Ytterjärna, Västerås konserthus och Örebro konserthus. I Stockholm har den spelats på Boulevardteatern, Teater Tribunalen och på Nybrokajen 11. I Umeå spelades Snäll Rebell på Umeå Folkets hus 2012 i regi av Staffan Ling